# ۳-نیتروآنیلین
۳-نیتروآنیلین (به انگلیسی: 3-Nitroaniline) با فرمول شیمیایی C۶H۶N۲O۲ یک ترکیب شیمیایی است. که جرم مولی آن ۱۳۸٫۱۴ g/mol می‌باشد. شکل ظاهری این ترکیب، زرد جامد است.